# Klaus Feldmann (Musiker)
Klaus Feldmann (* 1951) ist ein deutscher Gitarrist, Musikproduzent und Komponist.

## Leben
Feldmann studierte von 1975 bis 1980 Gitarre bei Werner Pauli und Komposition bei Andre Asriel an der Hochschule für Musik „Hanns Eisler“ Berlin. 1979 gründete er den Berliner Gitarrenklub. Er war Mitglied des Ensembles Musica Mensurata, das sich der Musik des Mittelalters widmete. Er arbeitete unter anderem mit Hermann Prey, Martin Haselböck und Uta Schorn zusammen und spielte mit seinem Bruder Rainer Feldmann im Duo. Sie konzertierten in Europa und Nordamerika. Als Komponist verfasste er Musik für Film und Fernsehen, ebenso Schauspielmusiken, außerdem komponierte er mehrere Stücke für Gitarre. 1982 gründete er das Klassik-Label NCA – New Classical Adventure, das er noch heute als A&R Managing Director betreut.

## Theater
- 1981: Louis Angely: Die Schneidermamsells – Regie: Günter Rüger (Kleine Bühne „Das Ei“ – Berlin)

## Auszeichnungen
- 2004: Preis der deutschen Schallplattenkritik für die Gesamt-Einspielung der Beethovenschen Streichquartette mit dem Gewandhaus-Quartett